# Cartel Land
Cartel Land é um documentário estadunidense de 2015 dirigido e produzido por Matthew Heineman que trata sobre a guerra contra o narcotráfico no México. Lançado originalmente em 26 de fevereiro de 2015, conta com depoimentos e análises de José Manuel Mireles Valverde e Tim "Nailer" Foley. Ele foi indicado ao Oscar de melhor documentário em 2016.